# Чератело (Бергамо)
Чератело је насеље у Италији у округу Бергамо, региону Ломбардија.
Према процени из 2011. у насељу је живело 228 становника. Насеље се налази на надморској висини од 798 м.